# 黄如欣
黄如欣（1966年9月—），生于福建南安，中華人民共和國政治人物。曾任過福建省卫健委主任、三明市市委書記等職務。现任福建省政协副主席。

## 生平
1992年9月，黄如欣赴美国红十字总会进修学习有关器官移植配型、分子生物学技术及输血领域技术。1994年10月，黄如欣携夫人回到厦門，並將價值50万元人民币的仪器设备捐給厦门中心血站。黄如欣三年内创建了输血研究室，1995年在福建省内开展首家亲子鉴定。黄如欣之後先後擔任厦门市中心血站站长、厦门市中山医院院长、厦门市卫生局局长、厦门市委火炬高技术产业开发区工委书记、中共厦门理工学院党委书记、福建省卫健委主任、三明市市委書記等職務。期间曾获全国五一劳动奖章、福建省五一劳动奖章、厦门市十大杰出青年等稱號。
2023年1月13日，当选福建省政协副主席；同年7月，不再兼任中共三明市委书记。